# Hoplia coerulea
Hoplia coerulea — вид пластинчатоусых жуков из подсемейства хрущей.

## Описание

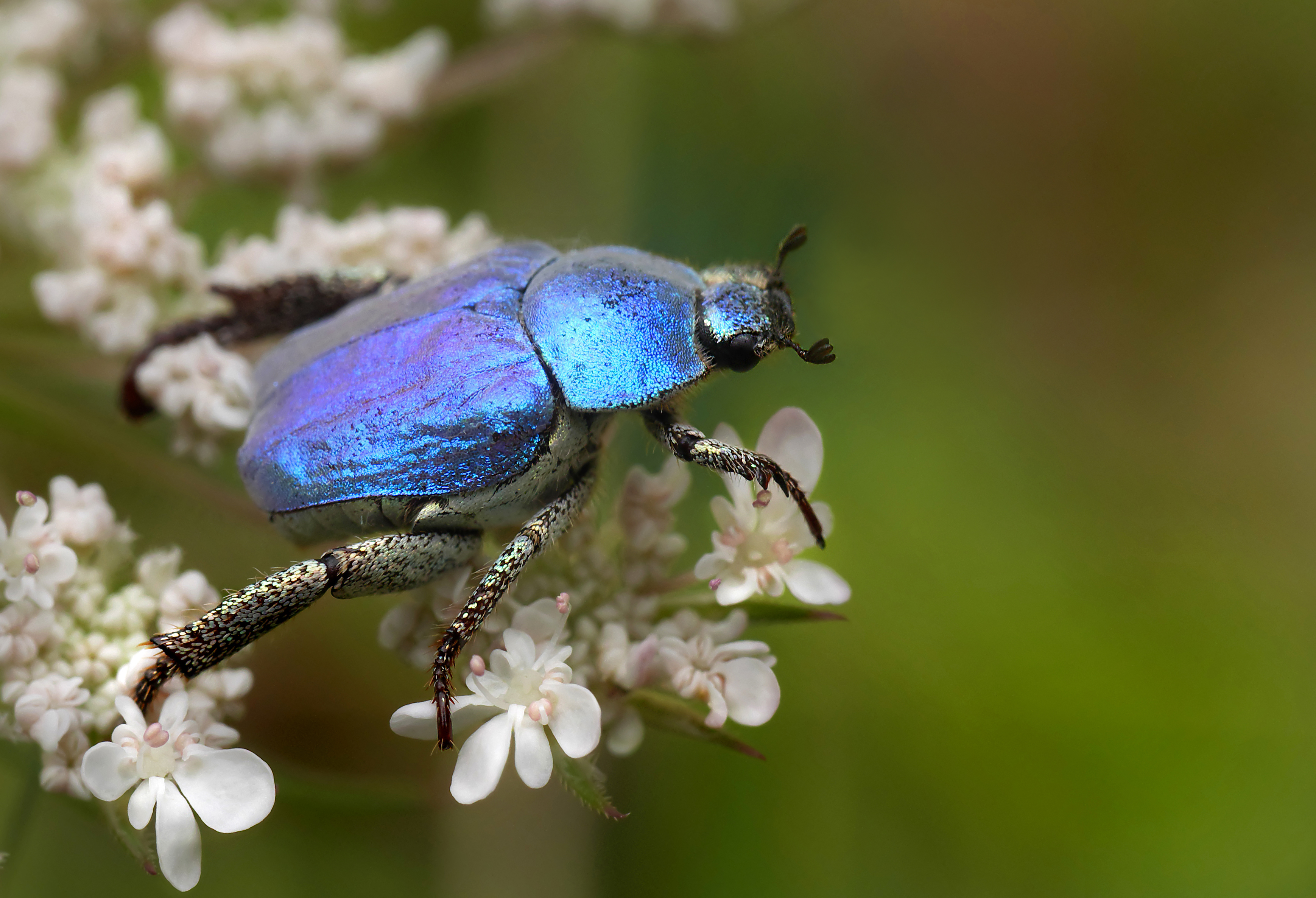

Длина тела 10—15 мм. Тело относительно короткое, выпуклое. Жук покрыт голубыми с фиолетовым отливом блестящими чешуйками, полностью скрывающими основную окраску тела. Помимо чешуек тело жуков покрыто многочисленными волосками. Усики самцов и самок 9-или же 10-члениковые, их булава маленькая 3-члениковая. Надкрылья короткие, с хорошо развитыми плечевыми и предвершинными буграми. Пропигидий прикрыт надкрыльями, только его задний край открытый.

## Ареал
Вид обитает в Юго-Западной Европе, в том числе во Франции, Испании и Швейцарии.

## Биология
Жуки активны в дневное время суток и держатся на травянистой и молодой древесной растительности. Питаются листьями. Личинки обитают в почве, питаясь мелкими корешками. Генерация однолетняя. Зимуют личинки.